# داكشين ديناجبور
داكشين ديناجبور رمزها «DD» (بالإنجليزية: Dakshin  Dinajpur)‏ ، هو تقسيم إداري لدولة الهند تتبع ولاية البنغال الغربية (بالإنجليزية: West  Bengal)‏ ، مركزها هو مدينة بالورغات (بالإنجليزية: Balurghat)‏ عدد سكانها حسب تعداد سنة 2001 هو 1,670,931 ، مساحتها 2,183 كم² وكثافة السكان 688 لكل كم² .